# Komitas
Soghomon Soghomonian, hirotonit și cunoscut în mod obișnuit ca Komitas, (armeană Կոմիտաս; 26 septembrie 1869 – 22 octombrie 1935) a fost un preot, muzicolog, compozitor, cântăreț și dirijor de cor armean, care este considerat fondatorul  școlii naționale armenești de muzică. Este recunoscut drept unul dintre pionierii etnomuzicologiei⁠(d).
Orfan de la o vârstă tânăr, Komitas a fost luat la Ecimiadzin, centrul religios al Armeniei, unde a primit educație la Seminarului Gevorkian⁠(d). După hirotonirea sa ca vardapet (preot celibatar) în 1895, a studiat muzica la Universitatea Frederick William din Berlin. După, „și-a folosit anternamentul din Occident pentru a construi o tradiție națională”. A colecționat și transcris 3,000 de piese de muzică populară armeană, mai mult de jumătate din care au fost ulterior pierdute și doar în jur de 1,200 s-au păstrat până în prezent. Pe lângă cântecele populare armenești, a arătat de asemenea interes pentru alte culturi și în 1904 a publicat prima colecție apărută vreodată de cântece populare kurde. Corul său a prezentat muzica armenească în multe orașe europene și a fost lăudat de Claude Debussy și de alții. Komitas s-a stabilit la Constantinopol în 1910 peentru a scăpa de modul în care era tratat de clerul ultra-conservator de la Ecimiadzin și pentru a prezenta muzica populară armenească unui public mai larg. A fost admirat pe scară largă de comunitățile armenești, iar Arshag Chobanian⁠(d) l-a numit „salvator al muzicii armenești”.
În timpul Genocidului Armean—asemenea altor sute de intelectuali armeni—Komitas a fost arestat și deportat la un lagăr de prizonieri în aprilie 1915 de guvernul otoman. A fost eliberat în scurt timp în circumstanțe neclare, a suferit o cădere mentală și a dezvoltat un caz sever de sindrom de stres posttraumatic (PTSD). Mediul ostil larg răspândit la Constantinopol și rapoartele despre uciderile și masacrele făcute armenilor i-au înrăutățit starea mentală fragilă. Inițial, a stat într-un spital militar din Turcia până în 1919, iar apoi a fost transferat la niște spitale de psihiatrie din Paris, unde și-a petrecut ultimii ani de viață în agonie. Komitas este văzut pe scară largă drept martir al genocidului și este prezentat drept unul dintre principalele simboluri ale Genocidului Armean în artă.